# Sint Jacobus (Renesse)

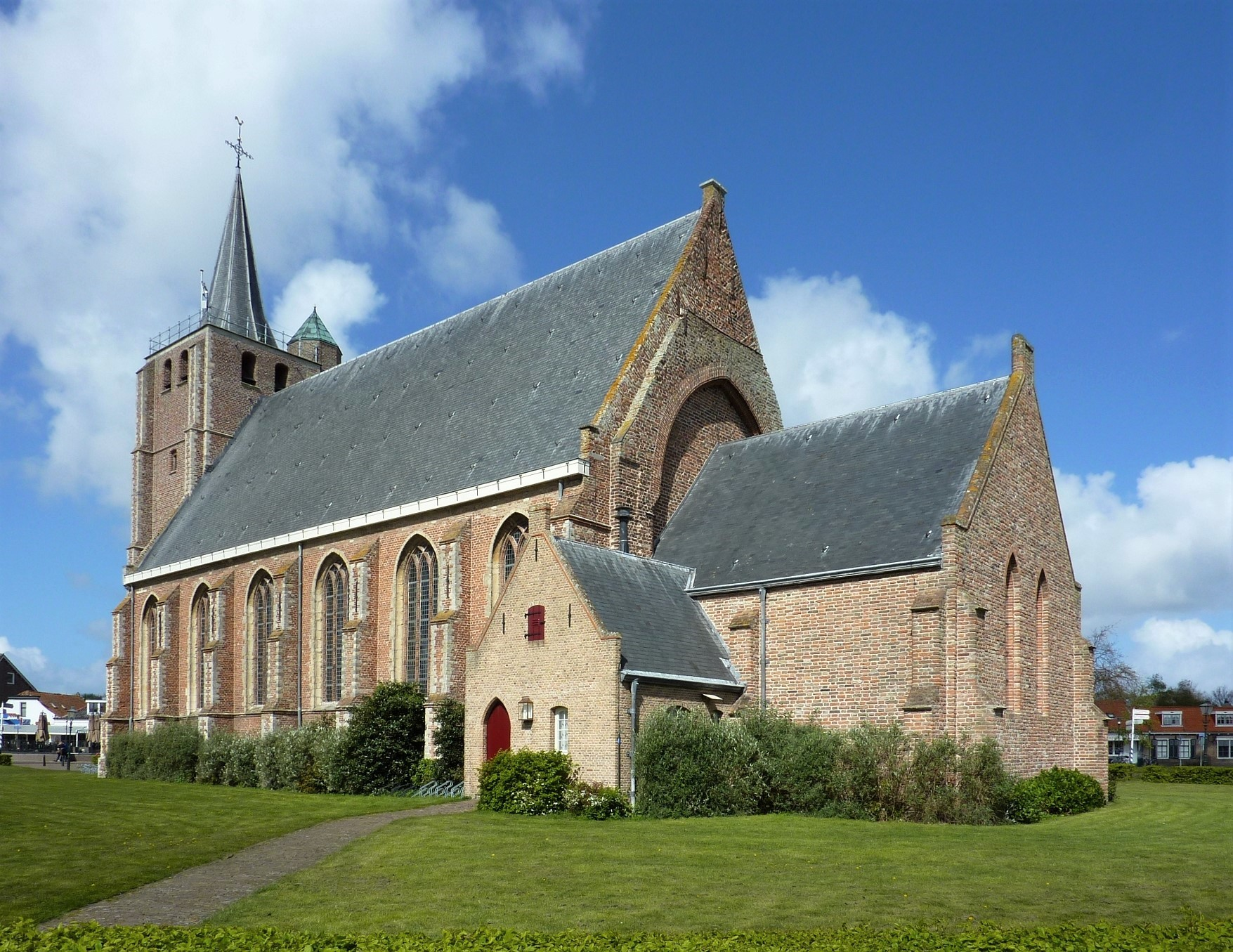
St. Jacobus, Blick Richtung Chor, erkennbar der vermauerte Chorbogen

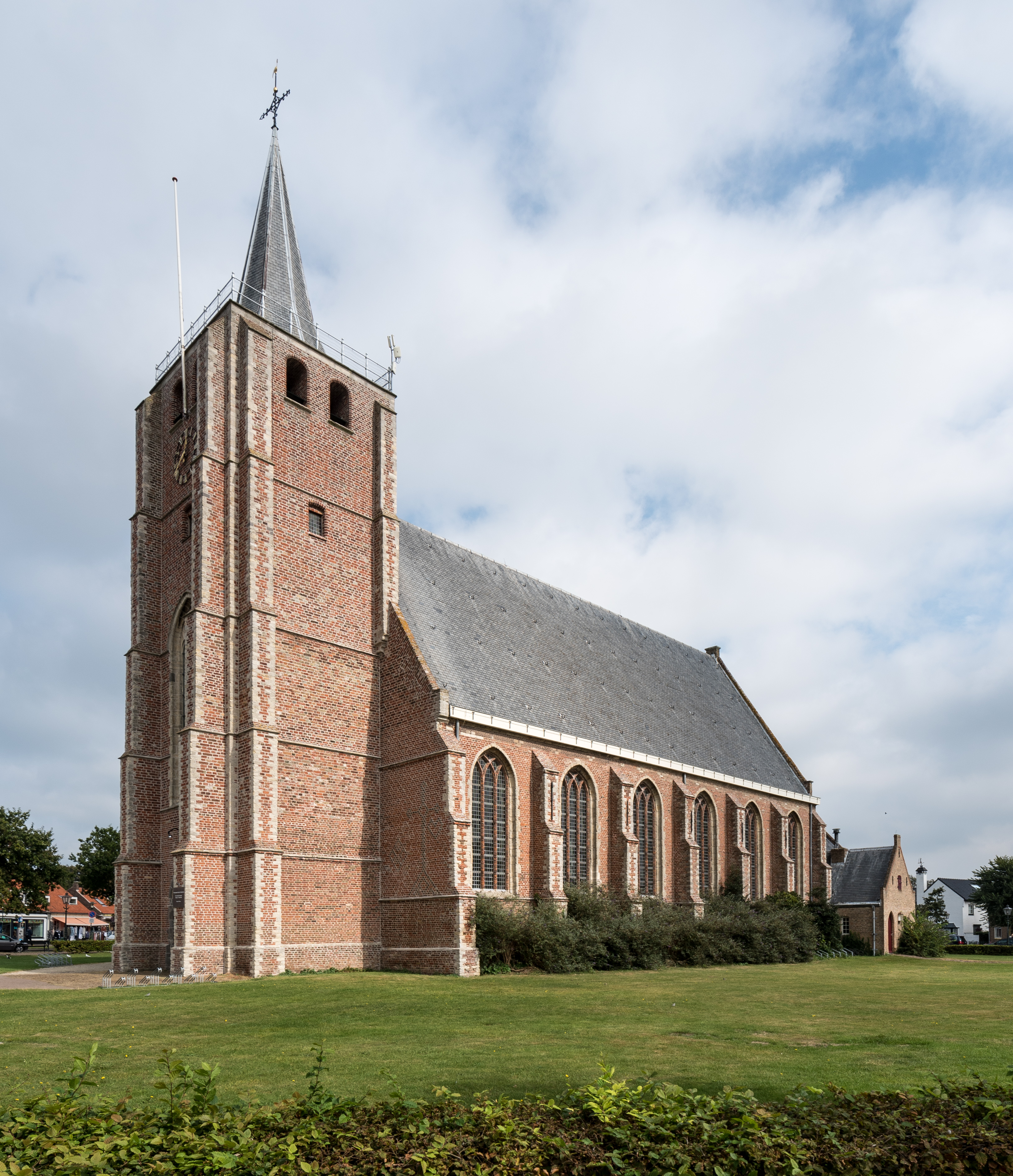
St. Jacobus – Schrägsicht

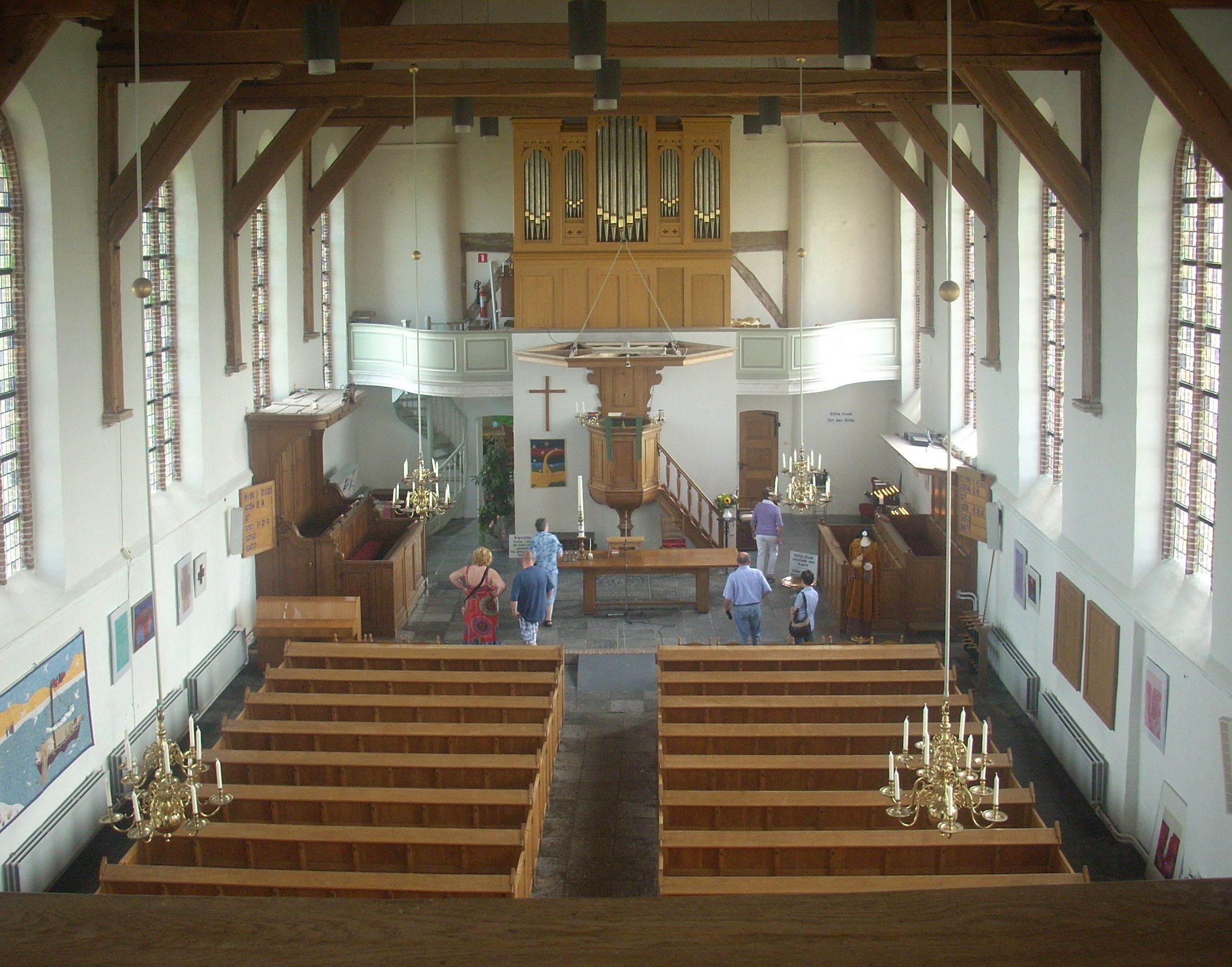
Inneres

Sint Jacobus (auch Jacobuskerk genannt) ist eine evangelisch-reformierte Kirche in dem niederländischen Ort Renesse auf Schouwen-Duiveland, Provinz Zeeland. Die Jakobuskirche war bis zur Einführung der Reformation zu Ehren des heiligen Jacobus maior geweiht.
Wie auch die Corneliuskerk in Noordwelle gehört die Jacobuskerk der reformierten Gemeinde Renesse/Noordwelle innerhalb der Protestantischen Kirche in den Niederlanden. Der Kirchturm ist im Besitz der Gemeinde Schouwen-Duiveland.

## Geschichte
Wahrscheinlich befand sich am selben Ort, an dem die Kirche Sint Jacobus steht, schon zuvor eine Kapelle. Diese bestand vermutlich bereits im 13. Jahrhundert, da dort im Jahre 1207 ein gewisser Jan van Renesse begraben worden sein soll.
Im 15. Jahrhundert dürfte dann der freistehende Glockenturm errichtet worden sein. Die Kirchenglocke selbst wurde im Jahr 1458 von Pieter van Dormen gegossen.
Die heutige, gotische Kirche wurde Anfang des 16. Jahrhunderts erbaut, mit dem Kirchenschiff wurde im Jahre 1506 begonnen. Ein geplanter Chorraum, dessen Ansätze noch sichtbar sind, kam infolge der Reformation nicht mehr zur Ausführung.
Der Chorraum der alten romanischen Kapelle wurde unterdessen als Schulraum genutzt. Noch im 19. Jahrhundert wurde er um einen Raum erweitert. Im Jahre 1916 wurde das alte Gebäude abgebrochen und durch einen dreiräumigen Neubau ersetzt. In den Jahren 1977 und 1978 wurde der alte Chorraum, nachdem die Schule ein eigenes Gebäude erhalten hatte, wieder rekonstruiert.
Im Jahre 1938 bekam die Kirche die 1882 für die deutsche Gemeinde in Rotterdam gebaute Orgel der Windesheimer Firma Oberlinger, die auf abenteuerlichen Wegen in die Gemeinde gelangte. Von 1985 bis 1986 wurde die Orgel restauriert.
Um 1952 wurde die Kirche renoviert und mit neuen Fenstern versehen. 1953 wurde die Kanzel der in der Sturmflut desselben Jahres verwüsteten und nicht wieder aufgebauten Kirche von Elkerzee übernommen. Ein Becken zum Sammeln von Regenwasser, das sich an der Nordseite der Kirche findet, diente früher der Wasserversorgung in Dürrezeiten, in denen die Bewohner sich hier für zwei Cent je Eimer bedienen durften. Das Becken wurde 1978 renoviert. An der Westseite befand sich einst das Spritzenhaus der Feuerwehr. Zur linken des Einganges war de preson, ein für kurze Verwahrungen gedachtes Gefängnis angebaut, das im Volksmund boevenkotje (»Gaunerstall«) genannt wurde.

## Architektur und Ausstattung
Die Decke der Kirche besteht aus einem hölzernen Tonnengewölbe.
In der Kirche finden sich Grabplatten für den Pfarrer und Arzt C. Tessing († 1684) und den Schultheissen und Deichgrafen Adrian Tromp († 1754) samt Frau († 1730), die eines Marinus Hoogenboom und seiner Gattin Tona Theresia Vis, sowie, auf der Galerie gegenüber der Orgel, ein Gedenkstein an Cornelis Toonissen Huighesen und seine Frau Durrecken (1510) sowie Evert Hendriksen und Stoffel van Buven. Die sich an den Wänden findenden Trauertafeln für u. a. Nicolaas van Hoorn, den Bürgermeister von Vlissingen und Herrn von Burgh und seiner Frau Johanna Ockersse, waren während der französischen Besatzung verborgen und so gerettet worden.
An der Kanzel ist eine Kanzeluhr angebracht.

## Orgel
Die Orgel wurde 1882 durch die Orgelbaufirma Gebr. Oberlinger (Windesheim) für die Deutsche Evangelische Gemeinde in  Rotterdam  gebaut. 1938 wurde das Instrument in der Jakobuskirche aufgestellt. Das Schleifladen-Instrument hat 20 Register auf zwei Manualen und Pedal. Die Spiel- und Registertrakturen sind mechanisch.
| I Hauptwerk C–f3 |     |
| Quintatön        | 16′ |
| Principal        | 8′  |
| Hohlflöte        | 8′  |
| Viola di gamba   | 8′  |
| Octave           | 4′  |
| Flöte            | 4′  |
| Quinte           | 3′  |
| Octave           | 2′  |
| Mixtur II-III    |     |
| Trompete         | 8′  |

| II Nebenwerk C–f3 |    |
| Bordun            | 8′ |
| Viola di gamba    | 8′ |
| Flöte             | 4′ |
| Nasat             | 3′ |
| Schwiegel         | 2′ |
| Oboe              | 8′ |
| Tremulant         |    |

| Pedalwerk C–d1 |     |
| Subbaß         | 16′ |
| Principalbaß   | 8′  |
| Choralbaß      | 4′  |
| Posaune        | 16′ |

- Koppeln: II/I, I/P, II/P

## Gottesdienste, Patronatsfest und Pilgerweg

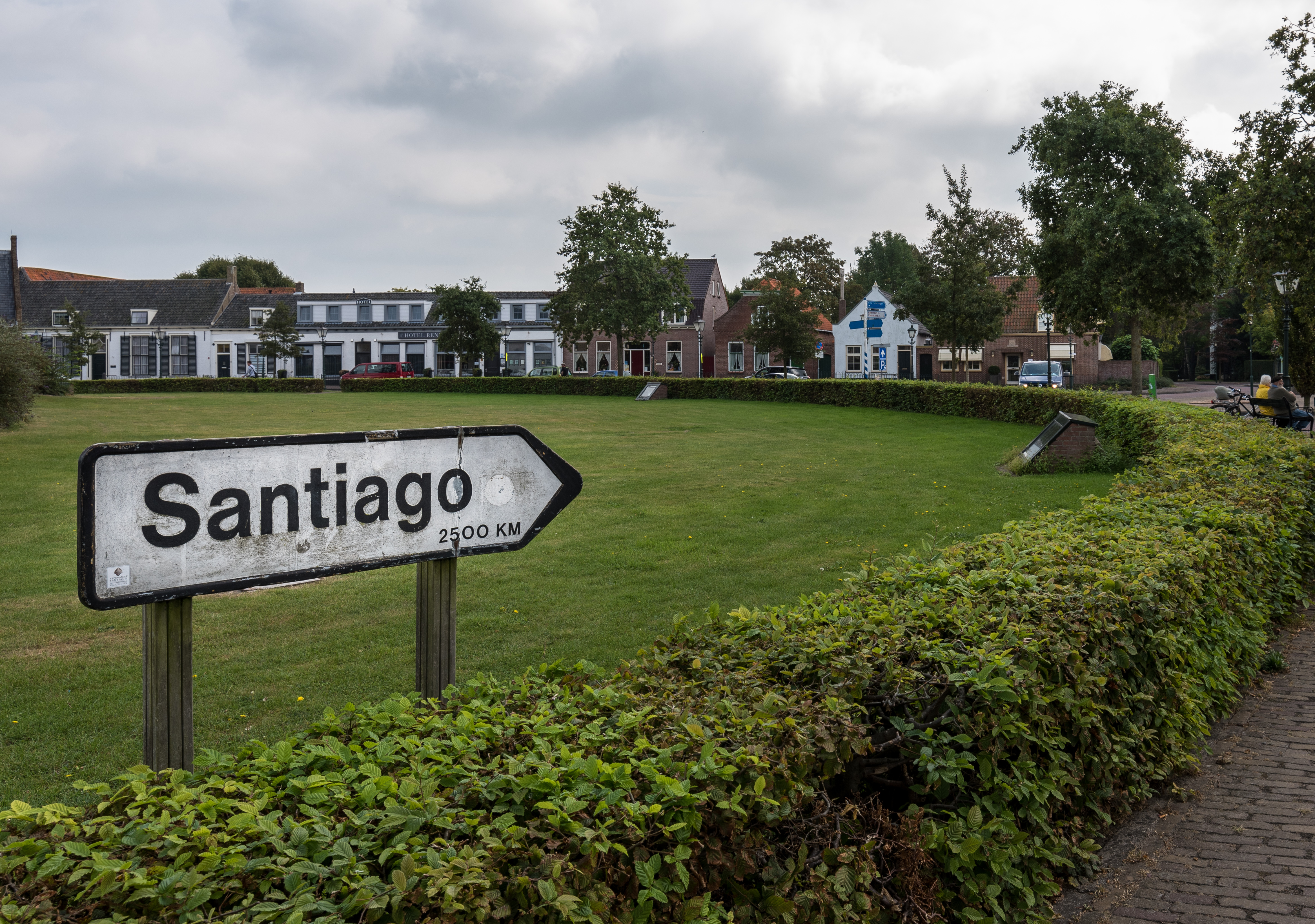
Pilgerwegweiser nach Santiago de Compostela in unmittelbarer Nähe zur Kirche

Die Kirche ist zu Gottesdienstzeiten zugänglich. Neben den niederländischen Gottesdiensten werden während der Sommermonate auch Gottesdienste in deutscher Sprache angeboten.
Zu Ehren des hl. Jakobus, des Schutzheiligen der Kirche, findet an seinem Festtag, dem 25. Juli, in Renesse eine Feier mit einem Markt (Kirmes) statt. Zudem ist Renesse ein so genannter Stempelposten für den Pilgerweg nach Santiago de Compostela, dem zentralen Ort der Verehrung Jakobs.
Zu bestimmten Zeiten ist auch eine Begehung des Turmes möglich. Außerdem finden von der Kirche aus Führungen zum Schloss Moermond statt.